# ルーベン・アコスタ
ルーベン・ダリオ・アコスタ・オスピナ （Rubén Darío Acosta Ospina、1996年8月20日 - ）は、コロンビアの自転車競技選手。現在はUCIコンチネンタルチームの宇都宮ブリッツェンに所属している。

## 主な戦績
2017年
ブエルタ・ア・クンディナマルカ 総合3位
2018年
ブエルタ・デ・ラ・フベントゥド・デ・コロンビア 区間優勝（第2ステージ）
ブエルタ・ア・クンディナマルカ 総合3位
2021年
ブエルタ・ア・ボヤカ 総合3位
2024年
ツール・ド・台湾 総合8位
ツール・ド・熊野 総合10位